# HOCPCA
HOCPCA（3-羟基环戊-1-烯甲酸）是一种分子式为C6H8O3的有机化合物，是GHB受体（Γ-羟基丁酸受体）的激动剂，其活性是Γ-羟基丁酸的39倍。